# Васильев, Александр Матвеевич
Александр Матвеевич Васильев (1909—1979) — майор Советской Армии, участник Великой Отечественной войны, Герой Советского Союза (1946).

## Биография
Александр Васильев родился 17 октября 1909 года в селе Подвязье (ныне — Андреапольский район Тверской области) в крестьянской семье. Окончил 7 классов неполной средней школы № 135 в Ленинграде, после чего работал корабельным сборщиком на Балтийском судостроительном заводе. В 1930 году Васильев вступил в ВКП(б). В 1931 году он был призван на службу в Рабоче-крестьянскую Красную Армию. В 1933 году он окончил военно-теоретическую школу лётчиков в Ленинграде, в 1934 году — Качинскую военную авиационную школу пилотов. В дальнейшем повышал свою квалификацию также в авиационных училищах Севастополя и Харькова. В течение нескольких лет Васильев работал лётчиком-инструктором по технике пилотирования и теории полёта. В 1943 году он окончил курсы усовершенствования офицерского состава при Военно-воздушной инженерной академии. С августа того же года — на фронтах Великой Отечественной войны, был командиром эскадрильи, штурманом и заместителем командира полка. Принимал участие в Курской битве, битве за Днепр, освобождении Белорусской ССР и Польши, боях в Германии.
12 сентября 1944 года Васильев во главе группы из 8 экипажей, не имевших боевого опыта, вылетел на бомбардировку скопления вражеской артиллерии, живой силы и боевой техники к северо-западу от Варшавы. В результате его умелого руководства цели были успешно поражены. 18 февраля 1945 года командующий 16-й воздушной армией генерал-полковник Руденко приказал полку Васильева найти и уничтожить немецкий бронепоезд. Две первые группы найти его не сумели, и лишь третьей группе, которую возглавлял Васильев, удалось обнаружить его и уничтожить. К концу войны гвардии майор Александр Васильев был заместителем командира 173-го гвардейского штурмового авиаполка 11-й гвардейской штурмовой авиадивизии 16-й воздушной армии 1-го Белорусского фронта.
К марту 1945 года Васильев совершил 118 боевых вылетов, в ходе которых уничтожил 19 танков и автомашин, 23 орудия зенитной артиллерии, 4 БТР, бронепоезд, самолёт и большое количество живой силы противника.
Указом Президиума Верховного Совета СССР от 15 мая 1946 года за «образцовое выполнение боевых заданий командования по уничтожению живой силы и техники противника и проявленные при этом мужество и героизм» гвардии майор Александр Васильев был удостоен высокого звания Героя Советского Союза с вручением ордена Ленина и медали «Золотая Звезда» за номером 7023.
В 1946 году Васильев был уволен в запас. Проживал и работал в Ленинграде. Умер 30 октября 1979 года, похоронен на кладбище Санкт-Петербургского крематория.
Был также награждён двумя орденами Красного Знамени, орденами Александра Невского, Отечественной войны 1-й степени и Красной Звезды, а также рядом медалей и иностранным орденом.